# 古橋城
古橋城（ふるはしじょう）は、河内国茨田郡門真（門真荘、現在の大阪府門真市）にあった日本の城（平城）。

## 概要
古橋は門真荘の地名で、古橋城が所在した場所は平安時代から室町時代にかけてこの地にあった大寺院・普賢寺の跡地（門真市立第一中学校敷地内、門真市幸福町）、もしくはその境内の一角に建立された願得寺（門真市御堂町）近くから古川にかけての地域と推測されている。願得寺は本願寺八世蓮如が建てた道場「古橋御坊」が元となる寺だが、後者の場合、その願得寺を占拠して城に利用した可能性がある。
元亀元年（1570年）7月、織田信長により畿内を追われていた三好三人衆が阿波から上陸し、摂津中島・天満森（大阪市北区）に陣を張って、野田・福島（大阪市福島区）に砦を築いていた。翌8月17日、三好三人衆は織田方の畠山秋高と三好義継が兵を置いていた古橋城を攻めた。『細川両家記』には、畠山秋高は高屋城から150人ほど、三好義継は若江城から150人ほど、合わせて300人ばかりを古橋城に入れていたとあり、『尋憲記』には400人ほどが籠城していたと記される。この戦いで古橋城は落城し、織田方の戦死者は218人（『細川両家記』）とも、226人（『尋憲記』）とも、300人ほど（『言継卿記』『多聞院日記』）ともいわれる。
この後時期は不明だが、織田方が古橋城を攻め、奪い返した（「二見密蔵院軍功覚書」）。

## 逸話
元亀元年（1570年）の古橋城の戦いの際、織田方にはキリシタンの結城弥平次がいた。弥平次は三好三人衆勢の攻撃で命を落としかけたが、イエズスの金文字に金色の十字架の付いた兜を被る弥平次の姿を見た敵方のキリシタン・三木判大夫（パウロ三木の父）により救われる。後に所領を失った判大夫は、弥平次に助けられたという。